# Корал (зенітна ракета)

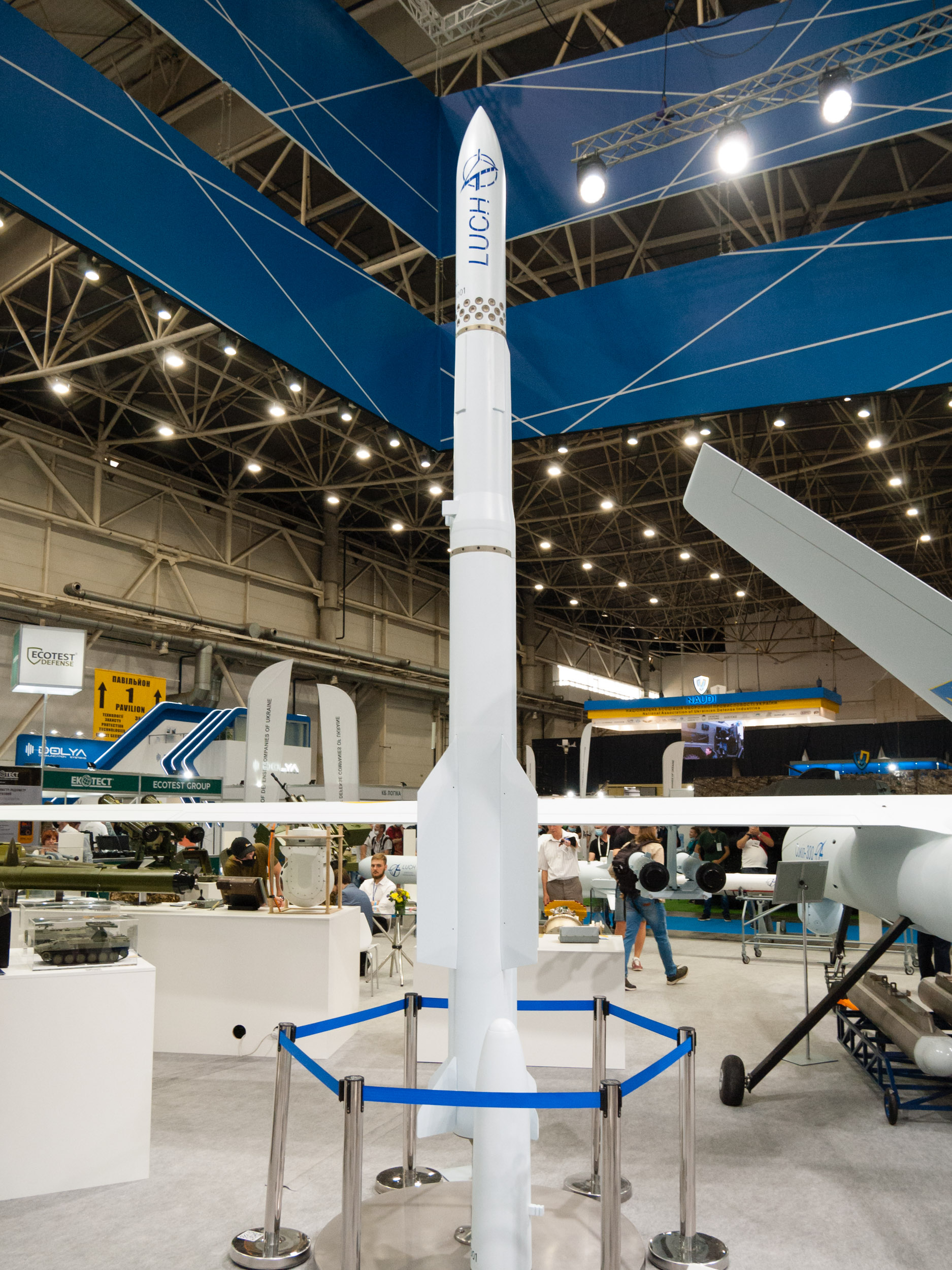
Макет ракети «Корал» на виставці «Зброя та безпека 2021»

«Корал» — український проєкт зі створення зенітної керованої ракети для комплексів середньої дальності. Розробляється підприємством КБ «Луч» з 2016 року. Виріб має стати базовою уніфікованою ракетою модульної конструкції для корабельних і сухопутних зенітно-ракетних комплексів та повітряних сил.

## Історія

### Передумови
До 2016 року Україна використовувала зенітно-ракетні комплекси (ЗРК), розроблені ще в радянський період. Ці системи, такі як С-300 та «Бук-М1», забезпечували протиповітряну оборону країни, проте з часом вони застарівали як морально, так і технічно.
Крім того, їхнє обслуговування та модернізація ставали дедалі складнішими через розрив коопераційних зв’язків із російськими підприємствами після 2014 року. Це особливо позначилося на постачанні запчастин та оновленні програмного забезпечення, що ускладнювало підтримку боєздатності цих комплексів.
Паралельно з цим зростала потреба у створенні власних зенітних ракетних систем середньої дальності, які могли б ефективно протидіяти сучасним повітряним загрозам, включаючи крилаті ракети, безпілотники та бойову авіацію. Зважаючи на російську військову агресію, Україна взяла курс на переозброєння власної армії та поступову відмову від радянських зразків техніки на користь національних розробок.
Таким чином, до 2016 року були створені всі передумови для початку розробки нової зенітної ракети «Корал» конструкторським бюро «Луч». Цей проєкт став частиною загальної стратегії зміцнення обороноздатності України та розвитку власного високотехнологічного ракетного виробництва.

### Початок розробки
2016 року, за рішенням Міністра оборони України Степана Полторака, на КБ «Луч» почалася дослідна конструкторська робота (ДКР) «Корал» з розробки зенітного ракетного комплексу корабельного базування.
Влітку 2020 року Олег Коростельов сказав, що на розробку українського зенітного ракетного комплексу потрібно 30-50 млн доларів і термін у 2-2,5 роки.
У грудні 2020 року генеральний конструктор КБ «Луч» Олег Коростельов озвучив інформацію про можливість створення українського зенітного ракетного комплексу середньої дальності. В основі комплексу планувалася допрацьована під знищення повітряних цілей зенітна керована ракета високоточної системи залпового вогню «Вільха». Доопрацювання ракети «Вільха» спрямоване на гарантоване знищення типових повітряних цілей, зокрема й тих, яким на 2020 рік у ЗСУ може протидіяти лише ЗРК С-300. Така зенітна керована ракета (ЗКР) буде стартувати з ТПК (штатні від С-300), які виробляє підприємство «Візар». Контур управління ракетою близький до того, що вже відпрацьовано в ході модернізації ЗРК С-125 (модернізація для Анголи). На ракеті може бути встановлено як напівактивну, так і активну радіолокаційну головку самонаведення (ГСН) з інерціальною системою наведення й лінією передачі даних. Така ГСН розроблена приватною компанією «Радіонікс» і забезпечує виявлення і захоплення радіолокаційних цілей з ЕПР 3 м² на відстані близько 20 км, що суттєво збільшує точність наведення ракети, зокрема й по високоманеврових цілях.
Планований радіус ураження цілей — понад 100 км.  За оцінками Коростельова, близько 40-50% комплектуючих вже пройшли етап від розробки до випробувань на інших видах озброєнь:

| Для цього у нас вже є всі складові: є двигун, достатньої потужності, є головки наведення, є підприємства, що створюють інерціальні блоки, та є КБ «ЛУЧ», котрий комплектує все це разом і забезпечує завершення робіт та створення кінцевого продукту |
| — Олег Коростельов |

### Презентація
У червні 2021 року на виставці «Зброя та безпека» ракету було вперше представлено. На стенді підприємства розмістили повнорозмірний макет ракети та опис з тактико-технічними характеристиками.

## Характеристики
Озвучені характеристики:
- Максимальна дальність стрільби: 30 км
- Максимальна висота ураження цілей: 10 км
- Максимальна швидкість польоту: 1100 м/с
- Система наведення: ІНС+АРГСН
- Маса ракети: 300 кг
- Маса бойової частини: 25 кг

Габарити:
- Довжина: 4330 мм
- Діаметр: 230/260 мм
- Розмах крил, рулів: 674
- Контейнер: 490х490х4870